# Augustowskie Stowarzyszenie Kulturalno-Społeczne
Augustowskie Stowarzyszenie Kulturalno-Społeczne powstało w roku 2005 z inicjatywy społeczności lokalnej skupiając osoby zainteresowane propagowaniem i wspieraniem inicjatyw kulturalno–społecznych wśród mieszkańców gminy Augustów. 
Zajmuje się także:
- wspieraniem społeczności lokalnej w uzyskiwaniu pomocy społecznej, w tym: finansowej, rzeczowej, organizacyjnej i prawnej
- wspieraniem mieszkańców gminy Augustów w prezentowaniu dorobku kulturowego gminy szerszej publiczności
- promowaniem współdziałania społeczności lokalnej z samorządem lokalnym w rozwiązywaniu najważniejszych problemów społecznych

Od 30 grudnia 2009 roku ASKS uzyskało statut Organizacji Pożytku Publicznego